# Бруней на літніх Олімпійських іграх 2024
Бруней брав участь у літніх Олімпійських іграх 2024 в Парижі, які тривали з 26 липня по 11 серпня 2024 року. Ця Олімпіада стала восьмою участю країни на літніх Олімпійських іграх після дебюту на літніх Олімпійських іграх 1988 року, та неучасті в літніх Олімпійських іграх 1992 року та 2008 року.

## Спортсмени
Країну на Олімпійських іграх 2024 року представляли 3 спортсмени — 2 чоловіки і 1 жінка.
У легкій атлетиці країну на іграх представляв один спринтер. На іграх країну представляв Мухд Нур Фірдаус ар-Расійд, який виступав у змаганнях з бігу на 100 метрів серед чоловіків. У першому попередньому забігу він з результатом 10,86 сек зайняв 8-ме місце, та не пройшов до наступного етапу.
Бруней на змаганнях з плавання представляли двоє спортсменів. У плаванні на 100 метрів на спині серед чоловіків Зеке Чан у попередньому запливі показав лише загальний 45-ий час із результатом 1:00,38 хв, та не потрапив до фінального запливу. У плаванні на 50 метрів вільним стилем серед жінок Гейлі Вонґ з часом 28,52 сек зайняла лише 50-те місце у попередньому запливі, та також не потрапила до фіналу.